# Vero come la finzione
Vero come la finzione (Stranger than Fiction) è un film diretto da Marc Forster nel 2006.

## Trama
Harold Crick è un ispettore del servizio fiscale americano. Ha una vita regolare, scandita dal timer del suo orologio digitale. Un giorno, mentre si reca al lavoro, sente una voce di una donna, che sembra narrare la vita di Harold esattamente come farebbe un narratore onnisciente. Harold crede sia uno scherzo, ma quando la voce, continuando a seguire e a commentare la vita e le situazioni di Harold, arriva a predirne la morte con una frase sibillina, "se solo avesse saputo che...", disperato, si rivolge ad una psicologa, che oltre a consigliargli psicofarmaci, lo indirizza da un professore esperto di letteratura, Jules Hilbert.
Da qualche parte nella stessa città intanto, la scrittrice Kay Eiffel viene affiancata da Penny Escher, una segretaria inviata dalla sua casa editrice al fine di spronarla a terminare un libro. Il punto a cui Kay non riesce a trovare soluzione è come far morire un suo personaggio, un ispettore delle tasse chiamato Harold Crick.
Nel frattempo, la vita di Harold va avanti, e durante un'ispezione conosce la pasticcera Ana Pascal, e se ne innamora. Dapprima la donna detesta Harold, poi piano piano lo ricambia. Il professore Hilbert intanto cerca di capire in quale intreccio Harold si trovi, in quale tipo di letteratura, se in una commedia o in una tragedia. Il professore intanto fa riflettere Harold sul fatto che lui viva o meno la sua vita, ed Harold inizia a viverla, iniziando a smetterla con la sua mania di contare tutto, ma "lasciandosi un po' andare".
Quando Harold riconosce la voce in televisione, mentre viene trasmessa una vecchia intervista alla scrittrice Kay Eiffel, Hilbert lo mette in guardia, spiegandogli che è un'autrice che uccide i suoi personaggi. Harold allora corre da lei per convincerla a non ucciderlo, e quando la rintraccia, scopre che aveva appena finito di scrivere la parte sulla sua morte. Ancora incredula, Kay lascia il suo manoscritto ad Hilbert, il quale lo trova un capolavoro che senza la morte di Harold sarebbe incompleto. Anche Harold legge il romanzo, e lo riconsegna a Kay, ringraziandola per la bellissima morte che gli regalerà.
Il giorno dopo Harold si reca al lavoro, e quando un ragazzino finisce in mezzo alla strada, Harold si butta per salvarlo, riuscendoci, ma finendo investito lui stesso.
Harold si risveglia all'ospedale, con molteplici ferite e fratture, ma vivo. Al suo fianco c'è Ana, mentre da qualche parte della città Hilbert rimprovera Kay per aver cambiato la fine del romanzo. La donna gli spiega allora che un uomo che sa di morire e lo accetta, è proprio il tipo d'uomo che si vorrebbe tenere in vita.

## Riconoscimenti
- National Board of Review Awards 2006
  - Miglior sceneggiatura originale